# Hugo Meurer

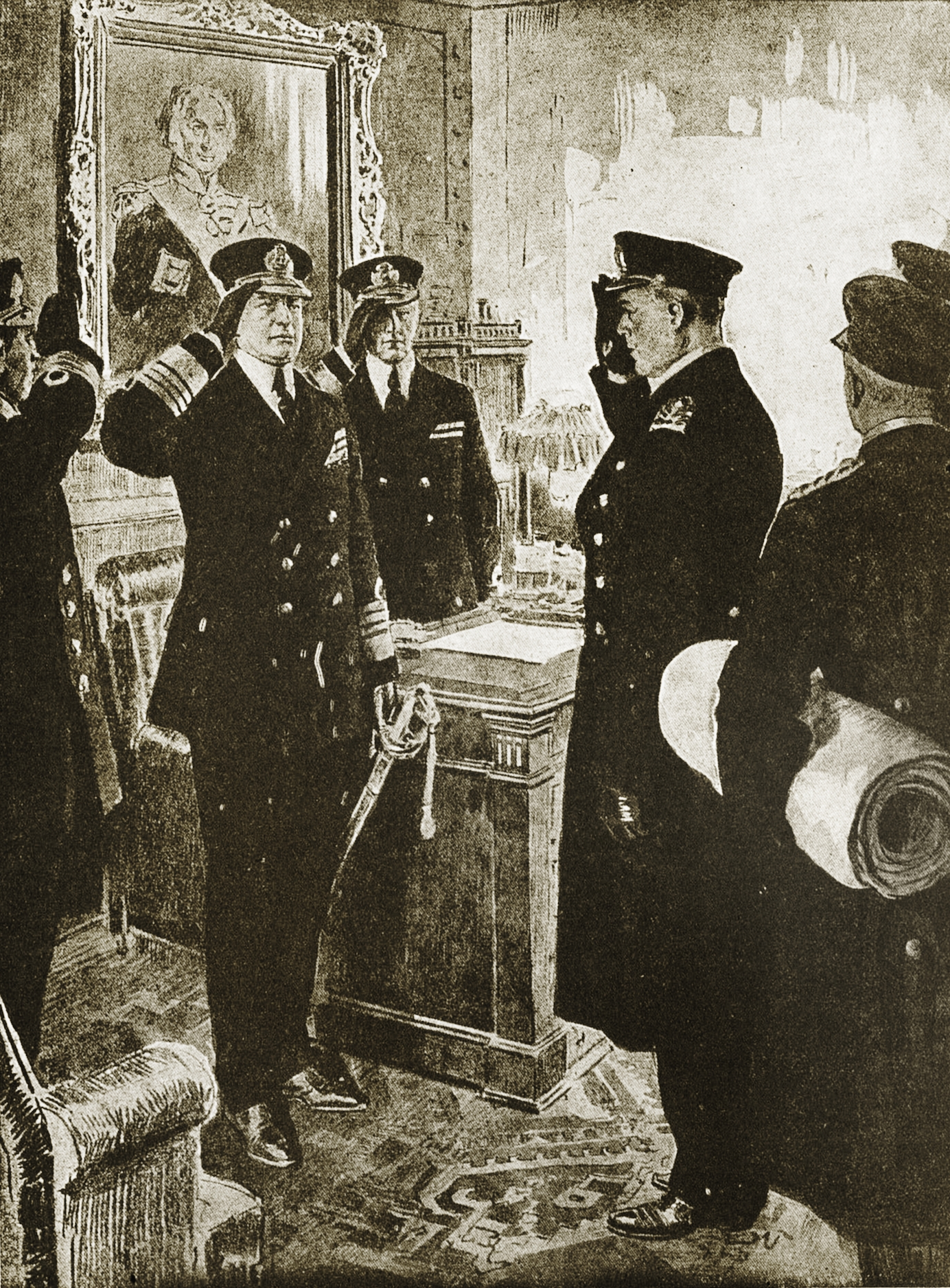
Admiral Meurer meldet sich bei Admiral Beatty auf HMS Queen Elizabeth zu den Übergabeverhandlungen für die Hochseeflotte

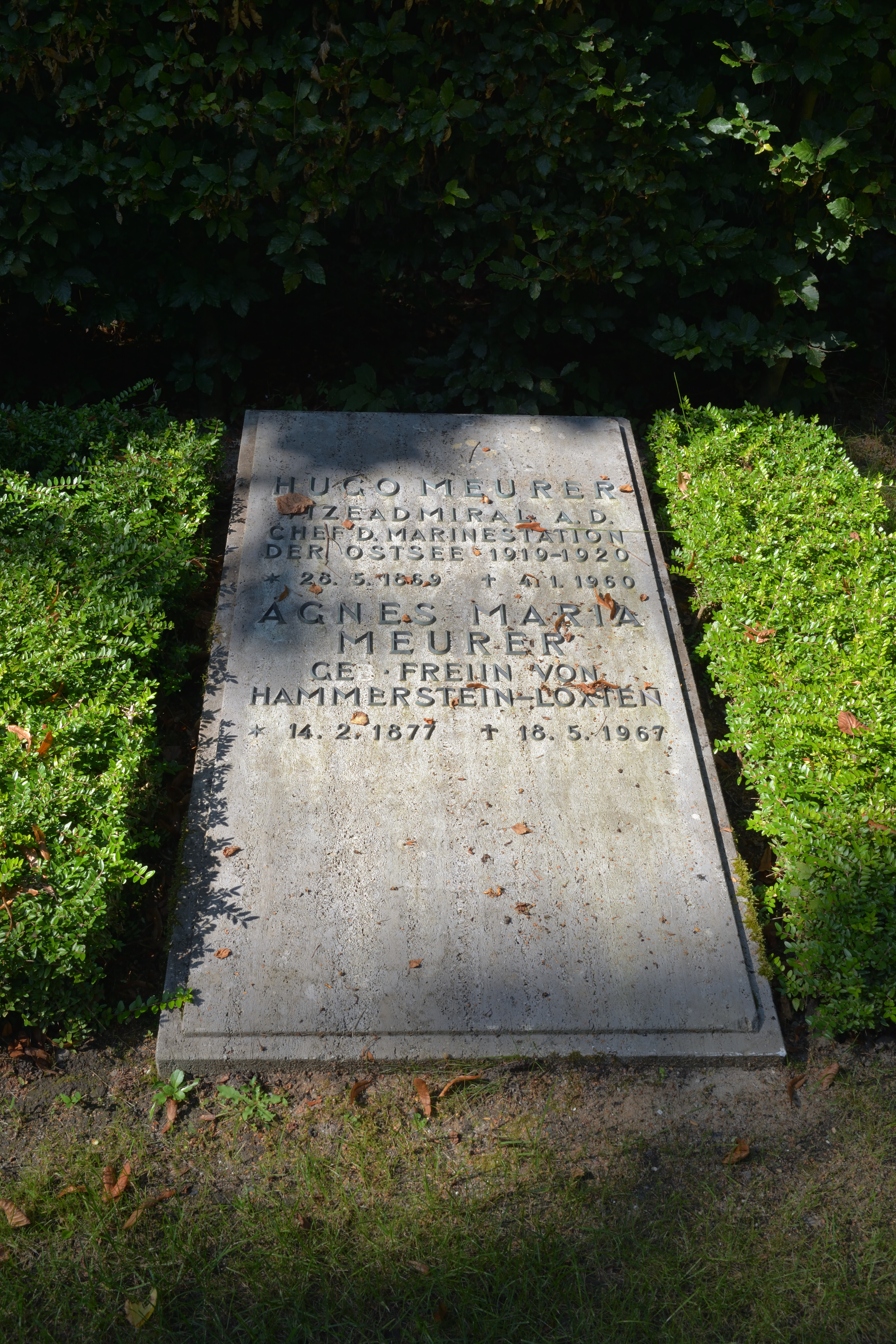
Grab auf dem Nordfriedhof Kiel

Hugo Karl August Meurer (* 28. Mai 1869 in Sallach, Kärnten; † 4. Januar 1960 in Kiel) war ein deutscher Vizeadmiral. Er war ein jüngerer Vetter von Alexander Meurer.

## Leben
Meurer trat am 16. April 1886 als Kadett in die Kaiserliche Marine ein, wurde nach Abschluss seiner Ausbildung 1889 zum Unterleutnant zur See ernannt und 1892 zum Leutnant zur See befördert. Mitte Oktober 1893 trat er auf dem Dampfer Kanzler die Reise nach Daressalam an und ging nach seiner Ankunft in Deutsch-Ostafrika an Bord des Kanonenbootes Möwe, das als Vermessungsschiff in Ostafrika und in der Südsee (Bismarck-Archipel) im Einsatz war. Im Juni 1895 trat er die Heimreise über Sydney nach Deutschland an und war von Mitte August 1895 bis Ende September 1897 an der Kaiserlichen Werft Kiel tätig, zuletzt als Adjutant des Oberwerftdirektors. Daran schloss sich eine Verwendung als Kompanieoffizier in der I. Torpedo-Abteilung bis Ende September 1899 an. In dieser Zeit war Meurer auch mehrfach Kommandant verschiedener Torpedoboote und wurde am 10. April 1899 zum Kapitänleutnant befördert.
1902 bis 1904 war er Admiralstabsoffizier im Stab des I. Geschwaders sowie zugleich ab September 1903 auf ein Jahr beim Stab der aktiven Schlachtflotte. Am 1. Oktober 1904 folgte seine Versetzung als Erster Admiralstabsoffizier in den Stab der Marinestation der Ostsee. Dort wurde Meurer am 27. Januar 1905 zum Korvettenkapitän befördert. Als solcher ging er am 1. Oktober 1907 erneut auf Reise nach Daressalam und übernahm dort als Kommandant den Kleinen Kreuzer Seeadler, mit dem er vor Ostafrika Stationsdienst versah. Bis Juni 1909 blieb er Kommandant der Seeadler.
1909 wurde er Fregattenkapitän und, nachdem er zunächst zur Verfügung des Stationschefs in Kiel gestanden hatte, in die Sektion für Mobilmachungsangelegenheiten im Reichsmarineamt in Berlin beordert; im Herbst 1910 wurde er zum Kapitän zur See befördert und mit der Leitung der genannten Sektion betraut.
Ab Oktober 1912 war er Kommandant des Linienschiffs Deutschland und nahm im Ersten Weltkrieg mit diesem an der Skagerrakschlacht teil. Danach bekleidete er 1916/17 die gleiche Position auf dem Großlinienschiff König.
Am 14. Oktober 1917 wurde Meurer als Konteradmiral Zweiter Admiral des IV. Geschwaders der Hochseeflotte. Zugleich führte er ab 20. Februar 1918 als Chef des „Sonderverbandes Ostsee“ (Kiel) die Marineexpedition zur Befreiung Finnlands. Das Auslaufen des Sonderverbands wurde mehrmals Eisbedingt verschoben, sodass erst am 1. April 1918 von Danzig aus der Abmarsch zur eigentlichen Hauptunternehmung erfolgte. Ende April übergab er das Kommando an Konteradmiral Ludolf von Uslar. Am 31. Mai 1918 wurde der Sonderverband dann aufgelöst und einen Tag später der Befehlshaber der Baltischen Gewässer eingerichtet.
Für seine Leistungen wurden ihm am 4. Dezember 1917 die Schwerter zum Kronenorden II. Klasse und am 31. Mai 1918 die Krone zum Roten Adlerorden II. Klasse mit Eichenlaub und Schwertern sowie bereits Anfang Mai der Finnische Orden des Freiheitskreuzes I. Klasse verliehen.
Ab 30. Juli 1918 war Meurer mit der Führung des IV. Geschwaders beauftragt, bis er schließlich am 13. August 1918 zu dessen Chef ernannt wurde. Meurer galt als ein Offizier, der auch bei den Mannschaften großes Ansehen genoss und auf den man deshalb im Admiralstab Hoffnungen setzte angesichts der beginnenden revolutionären Unruhen in der Flotte.
Nach Abschluss des Waffenstillstandes am 11. November 1918 wurde er als Beauftragter des deutschen Flottenchefs Admiral Hipper zum Chef der britischen Grand Fleet, Admiral Beatty, entsandt, um für die vorgeschriebene Überführung der deutschen Hochseeflotte in britische Internierung nach Scapa Flow den Ablauf zu klären.
Zuletzt war Meurer Chef der Marinestation der Ostsee in Kiel und wurde am 8. Januar 1920, nach abfälligen Bemerkungen gegen die Regierung entlassen, erhielt aber zu seinem Abschied noch die Verleihung des Charakters als Vizeadmiral.
Nach seinem Tod erhielt Meurer ein Ehrengrab auf dem Nordfriedhof in Kiel.

## Auszeichnungen
- Eisernes Kreuz (1914) II. und I. Klasse[11]
- Preußisches Dienstauszeichnungskreuz[11]
- Preußische Rettungsmedaille am Bande[12]
- Bayerischer Militärverdienstorden III. Klasse mit Krone und Schwertern[11]
- Komtur II. Klasse des Albrechts-Ordens[12]
- Orden vom Doppelten Drachen III. Grad 1. Stufe[12] am 11. Mai 1907
- Komtur des Ordens der hl. Mauritius und Lazarus[12]